# City-Arkaden Wuppertal
Die City-Arkaden Wuppertal sind ein Einkaufszentrum im Wuppertaler Stadtteil Elberfeld. Die Shopping-Galerie ist nach dem Allee-Center in Remscheid, dem Hofgarten in Solingen und der Wicküler City im Stadtteil Barmen das viertgrößte Einkaufszentrum im Bergischen Land. Betrieben wird es von der Hamburger ECE-Gruppe.

## Beschreibung
Insgesamt gibt es im Einkaufszentrum auf vier Ebenen etwa 80 Fachgeschäfte, Cafés und Restaurants mit 25.000 Quadratmetern Verkaufsfläche, davon 5000 Quadratmeter für Dienstleistung und Gastronomie. Auf vier Etagen stehen insgesamt 650 kostenpflichtige Parkplätze zur Verfügung, außerdem 4000 weitere in unmittelbarer Umgebung. Besonders ist, dass drei Ebenen der City-Arkaden als Brücke über die vierspurige Morianstraße gebaut worden sind.
Unter den 80 Geschäften befinden sich unter anderem ein akzenta-Lebensmittelmarkt, ein Camp-David-Laden, ein dm-Drogeriemarkt, eine Douglas-Parfümerie, ein mehrgeschossiger H&M-Kleidungsmarkt sowie eine Thalia-Buchhandlung. Die am stärksten vertretenen Branchen sind der Textilhandel (34 %), Lebensmittelhandel (21 %) und Hartwaren (16 %).
Es handelt sich hier um eine Konzeption eines Innenstadt-Einkaufszentrums. Argumentiert wurde dabei, dass auch der Innenstadtbereich von den Kundenfrequenzen des Einkaufszentrums profitiere. Zudem sind die Arkaden in einem kalkulierten Einzugsgebiet von etwa 780.000 Einwohnern platziert. Heute besuchen fast 35.000 Menschen pro Tag die City-Arkaden. Im Einkaufszentrum sind etwa 800 Angestellte tätig.
Ein ähnliches Gebäude ist auch in Klagenfurt in Österreich zu finden. Ein Unterschied ist jedoch, dass die Klagenfurter Arkaden in einen bestehenden Gebäudekomplex integriert sind und daher über eine historisch gehaltene Fassade verfügen, während das Wuppertaler Pendant zu großen Teilen neu errichtet wurde. Zudem unterscheidet sich die Auswahl an Geschäften und Gastronomiebetrieben.

## Geschichte
Die Grundsteinlegung erfolgte am 21. März 2000, das Richtfest wurde am 4. April 2001 gefeiert. Eröffnet wurden die an der Alten Freiheit gelegenen City-Arkaden am 10. Oktober 2001 und waren fortan das größte Einkaufszentrum der Stadt vor der nahegelegenen Rathaus-Galerie, die 1994 eröffnet wurde, sowie der 1996 zum Handels- und Fachmarktzentrum umgebauten Wicküler City. Mittlerweile ist durch Anbauten die Wicküler City wieder das größte Einkaufszentrum Wuppertals.
Im Februar 2012 wurde bekannt, dass das ECE-Management eine Erweiterung der Verkaufsflächen des Centers plante. Anfang 2013 wurden Pläne veröffentlicht, die eine Erweiterung um etwa 16.000 bis 20.000 m² vorsahen und einen großen Teil des Häuserblocks mit dem ehemaligen Post-Gebäude sowie Platz am Kolk davor betrafen. Da denkmalgeschützte Gebäude wie die Kirche am Kolk und das Rex-Theater von der Erweiterung betroffen waren, geriet das Vorhaben im Januar 2013 in die Kritik. Es entstand die Initiative „Die Wuppertaler“. Auch die ansässige Kirchengemeinde sowie zwei politische Parteien wehrten sich gegen das Vorhaben. Seit Mitte 2014 wird die Idee nicht weiter verfolgt.

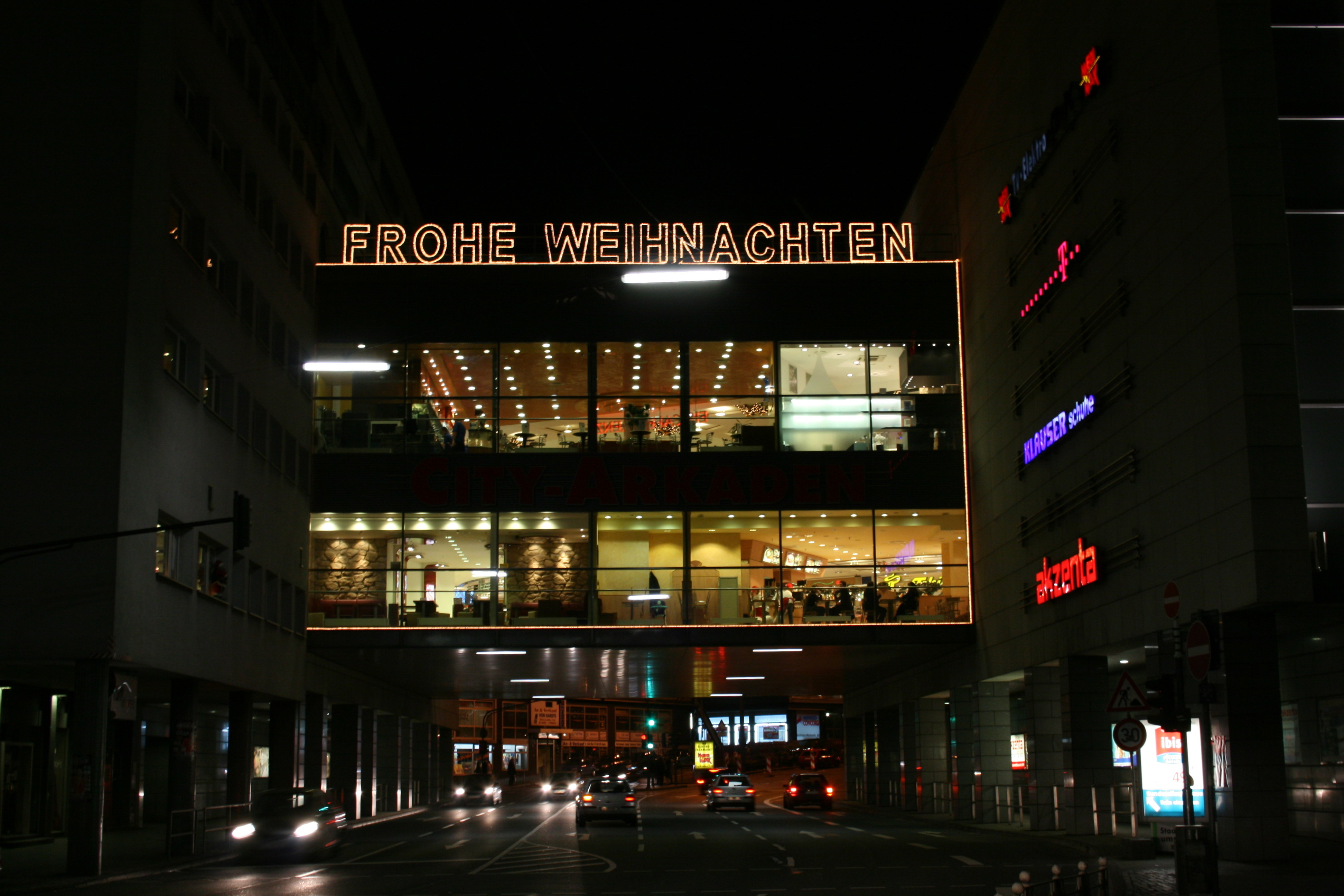
Die zweietagige Überführung über die Morianstraße bei Nacht
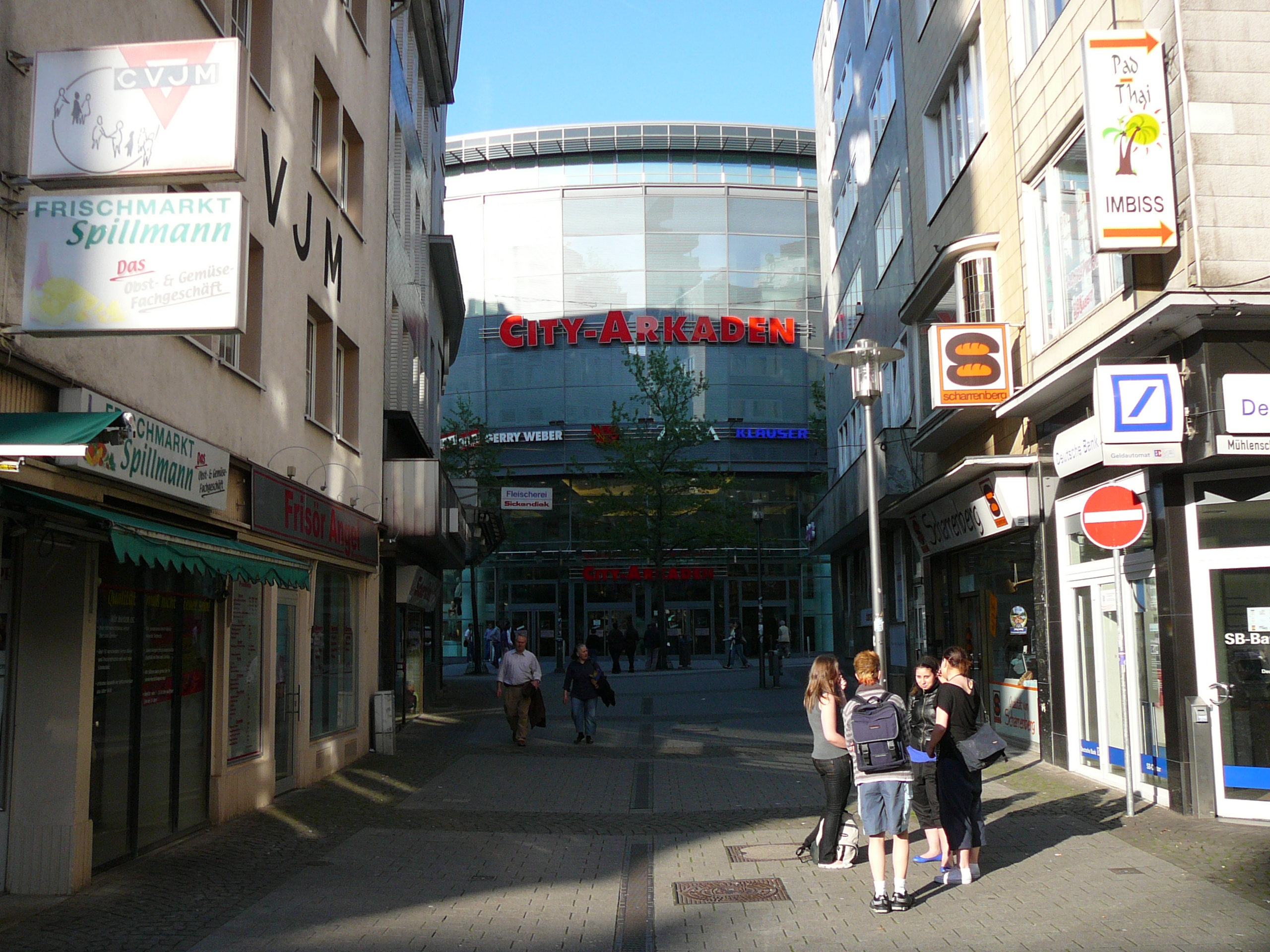
Blick von der Calvinstraße auf den Haupteingang
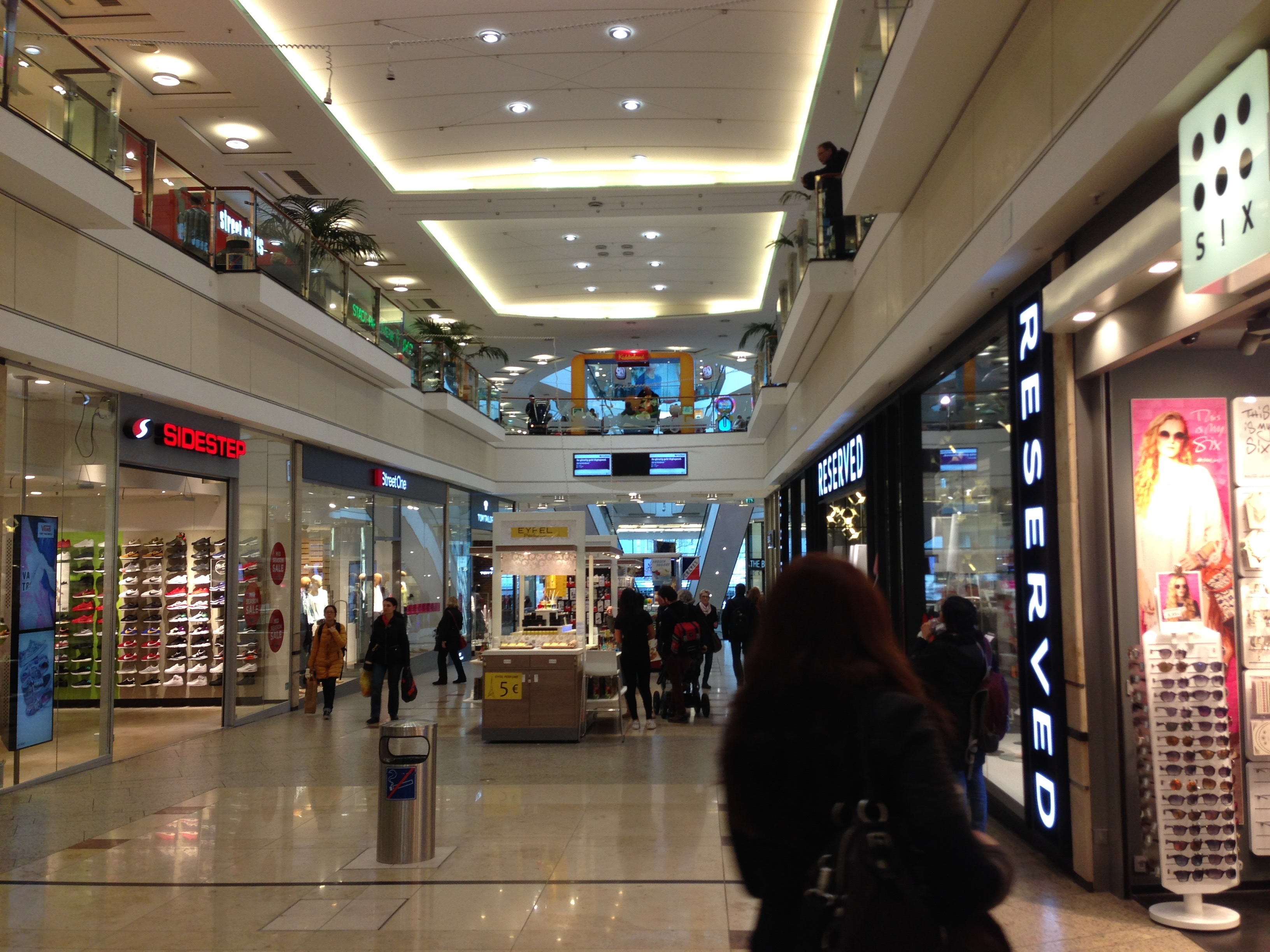
Die zweite Etage der City-Arkaden